# Record d'Europe de natation messieurs du 200 mètres brasse
Cet article détaille l'évolution du record d'Europe du 200 m brasse masculin en natation sportive. L'institution reconnaissant ce record est la Ligue européenne de natation.

## Bassin de 50 mètres
| Temps         |    | Athlète             | Naissance | Âge | Nationalité          | Compétition                        | Lieu       | Date              |
| ------------- | -- | ------------------- | --------- | --- | -------------------- | ---------------------------------- | ---------- | ----------------- |
| ---           |    |                     |           |     |                      |                                    |            |                   |
| 2 min 38 s 4  |    | Konrad Enke         | 1934      |     | Allemagne de l'Est   |                                    | Leipzig    | 11 août 1959      |
| 2 min 37 s 4  |    | Egon Henninger      | 1940      |     | Allemagne de l'Est   |                                    | Berlin-Est | 19 juin 1960      |
| ---           |    |                     |           |     |                      |                                    |            |                   |
| 2 min 27 s 4  |    | Vladimir Kosinsky   | 1945      |     | Union Soviétique     |                                    | Tallinn    | 03 avril 1968     |
| 2 min 26 s 5  |    | Nicolaï Pankin      | 1949      |     | Union Soviétique     |                                    | Minsk      | 22 mars 1969      |
| 2 min 25 s 4  |    | Nicolaï Pankin      | 1949      |     | Union Soviétique     |                                    | Magdebourg | 19 avril 1969     |
| 2 min 24 s 55 |    | Walter Kusch        | 1954      |     | Allemagne de l'Ouest |                                    | Munich     | 20 juillet 1972   |
| 2 min 24 s 22 |    | NicolaÏ Pankin      | 1949      |     | Union Soviétique     |                                    | Moscou     | 1972              |
| 2 min 23 s 67 |    | David Wilkie        | 1954      | 18  | Grande-Bretagne      | Jeux olympiques (f)                | Munich     | 2 septembre 1972  |
| 2 min 20 s 94 |    | David Wilkie        | 1954      | 19  | Grande-Bretagne      | Championnats du monde (s)          | Belgrade   | 6 septembre 1973  |
| 2 min 19 s 28 | RM | David Wilkie        | 1954      | 19  | Grande-Bretagne      | Championnats du monde (f)          | Belgrade   | 6 septembre 1973  |
| 2 min 18 s 23 |    | David Wilkie        | 1954      | 21  | Grande-Bretagne      | Championnats du monde (f)          | Cali       | juillet 1975      |
| 2 min 15 s 11 | RM | David Wilkie        | 1954      | 22  | Grande-Bretagne      | Jeux olympiques (f)                | Montréal   | 24 juillet 1976   |
| 2 min 14 s 27 |    | József Szabó        | 1969      | 17  | Hongrie              | Championnats du monde (f)          | Madrid     | 21 août 1986      |
| 2 min 13 s 87 |    | József Szabó        | 1969      | 18  | Hongrie              | Championnats d'Europe (f)          | Strasbourg | 21 août 1987      |
| 2 min 13 s 52 |    | József Szabó        | 1969      | 19  | Hongrie              | Jeux Olympiques (f)                | Séoul      | 23 septembre 1988 |
| 2 min 12 s 90 | RM | Nick Gillingham     | 1967      | 22  | Grande-Bretagne      | Championnats d'Europe (f)          | Bonn       | 19 août 1989      |
| 2 min 12 s 24 |    | Sergio López Miró   | 1968      | 21  | Espagne              | Goodwill Games                     | Seattle    | 20 juillet 1990   |
| 2 min 12 s 03 |    | Norbert Rózsa       | 1972      | 18  | Hongrie              | Championnats du monde (f)          | Perth      | 11 janvier 1991   |
| 2 min 11 s 98 |    | Nick Gillingham     | 1967      | 25  | Grande-Bretagne      | Championnats de Grande-Bretagne ?? | Sheffield  | 23 mai 1992       |
| 2 min 11 s 62 |    | Nick Gillingham     | 1967      | 25  | Grande-Bretagne      | Championnats de Grande-Bretagne ?? | Sheffield  | 23 mai 1992       |
| 2 min 11 s 23 |    | Norbert Rózsa       | 1972      | 20  | Hongrie              | Jeux olympiques (f)                | Barcelone  | 29 juillet 1992   |
| 2 min 10 s 87 |    | Domenico Fioravanti | 1977      | 23  | Italie               | Jeux olympiques (f)                | Sydney     | 20 septembre 2000 |
| 2 min 10 s 39 |    | Dimitri Komornikov  | 1981      | 22  | Russie               | Mare Nostrum                       | Monaco     | 10 juin 2003      |
| 2 min 09 s 52 | RM | Dimitri Komornikov  | 1981      | 22  | Russie               | Mare Nostrum                       | Barcelone  | 14 juin 2003      |
| 2 min 08 s 98 |    | Paolo Bossini       | 1985      | 23  | Italie               | Jeux Olympiques (s)                | Pékin      | 12 août 2008      |
| 2 min 08 s 68 |    | Daniel Gyurta       | 1989      | 19  | Hongrie              | Jeux Olympiques (s)                | Pékin      | 12 août 2008      |
| 2 min 08 s 33 |    | Marco Koch          | 1990      | 19  | Allemagne            | Championnats d'Allemagne           | Berlin     | 28 juin 2009      |
| 2 min 08 s 08 |    | Daniel Gyurta       | 1989      | 20  | Hongrie              | Championnats du monde (d)          | Rome       | 30 juillet 2009   |
| 2 min 07 s 64 |    | Daniel Gyurta       | 1989      | 20  | Hongrie              | Championnats du monde (f)          | Rome       | 31 juillet 2009   |
| 2 min 07 s 28 | RM | Dániel Gyurta       | 1989      | 23  | Hongrie              | Jeux olympiques (f)                | Londres    | 1er août 2012     |
| 2 min 07 s 23 |    | Dániel Gyurta       | 1989      | 24  | Hongrie              | Championnats du monde (f)          | Barcelone  | 2 août 2013       |
| 2 min 07 s 14 |    | Anton Chupkov       | 1997      | 20  | Russie               | Championnats du monde (d)          | Budapest   | 27 juillet 2017   |
| 2 min 06 s 96 |    | Anton Chupkov       | 1997      | 20  | Russie               | Championnats du monde (f)          | Budapest   | 28 juillet 2017   |
| 2 min 06 s 80 |    | Anton Chupkov       | 1997      | 21  | Russie               | Championnats d'Europe (f)          | Glasgow    | 6 août 2018       |
| 2 min 06 s 12 |    | Anton Chupkov       | 1997      | 22  | Russie               | Championnats du monde (f)          | Gwangju    | 26 juillet 2019   |
| 2 min 05 s 85 | RO | Léon Marchand       | 2002      | 22  | France               | Jeux olympiques (f)                | Paris      | 31 juillet 2024   |

## Bassin de 25 mètres
| Temps            | Athlète                      | Naissance | Âge | Nationalité | Compétition                   | Lieu              | Date             |
| ---------------- | ---------------------------- | --------- | --- | ----------- | ----------------------------- | ----------------- | ---------------- |
| 2 min 11 s 44    | Étienne Dagon                | 1960      | 27  | Suisse      |                               | Paris             | 30 janvier 1987  |
| 2 min 10 s 79    | Nick Gillingham              | 1967      | 22  | Royaume-Uni |                               | Bonn              | 11 février 1989  |
| 2 min 09 s 81    | Nick Gillingham              | 1967      | 22  | Royaume-Uni |                               | Bonn              | 11 février 1989  |
| 2 min 09 s 49    | Nick Gillingham              | 1967      | 22  | Royaume-Uni |                               | Montréal          | 29 novembre 1989 |
| 2 min 08 s 62    | Joaquim Fernandez            | 1971      | 20  | Espagne     |                               | Sabadell          | 24 janvier 1991  |
| 2 min 08 s 15    | Nick Gillingham              | 1967      | 24  | Royaume-Uni |                               | Leicester         | 27 janvier 1991  |
| 2 min 07 s 93    | Nick Gillingham              | 1967      | 24  | Royaume-Uni |                               | Birmingham        | 20 octobre 1991  |
| 2 min 07 s 91    | Nick Gillingham              | 1967      | 26  | Royaume-Uni | Championnats du monde         | Palma de Majorque | 4 décembre 1993  |
| 2 min 07 s 79    | Andrei Korneev               | 1974      | 24  | Russie      |                               | Paris             | 28 mars 1998     |
| 2 min 07 s 59    | Roman Sludnov                | 1980      | 20  | Russie      | Championnats du monde         | Athènes           | 19 mars 2000     |
| 2 min 07 s 58    | Stéphan Perrot               | 1977      | 23  | France      | Championnats d'Europe         | Valence           | 17 décembre 2000 |
| 2 min 07 s 56    | Stéphan Perrot               | 1977      | 25  | France      | Championnats interclubs       | Antibes           | 8 décembre 2002  |
| 2 min 07 s 46    | Maxim Podoprogoda            | 1978      | 25  | Autriche    |                               | Stockholm         | 21 janvier 2003  |
| 2 min 06 s 95    | Maxim Podoprogoda            | 1978      | 25  | Autriche    |                               | Berlin            | 25 janvier 2003  |
| 2 min 05 s 63    | Ian Edmond                   | 1978      | 25  | Royaume-Uni | Championnats d'Europe         | Dublin            | 14 décembre 2003 |
| 2 min 05 s 49    | Daniel Gyurta                | 1989      | 18  | Hongrie     | Championnats d'Europe (f)     | Debrecen          | 16 décembre 2007 |
| 2 min 05 s 02    | Edoardo Giorgetti            | 1989      | 19  | Italie      | Championnats d'Italie         | Gênes             | 28 novembre 2008 |
| 2 min 04 s 59    | Hugues Duboscq               | 1981      | 27  | France      | Championnats d'Europe (f)     | Rijeka            | 14 décembre 2008 |
| 2 min 03 s 46    | Melquiades Álvarez Caraballo | 1988      | 21  | Espagne     | Coupe nationale d'Espagne (f) | Sabadell          | 18 avril 2009    |
| 2 min 02 s 67    | Melquiades Álvarez Caraballo | 1988      | 21  | Espagne     | Coupe du monde (f)            | Berlin            | 14 novembre 2009 |
| 2 min 00 s 67 RM | Dániel Gyurta                | 1989      | 20  | Hongrie     | Championnats d'Europe (f)     | Istanbul          | 13 décembre 2009 |
| 2 min 00 s 48 RM | Dániel Gyurta                | 1989      | 25  | Hongrie     | Coupe du monde (f)            | Dubai             | 31 août 2014     |
| 2 min 00 s 44 RM | Marco Koch                   | 1990      | 26  | Allemagne   | Championnats d'Allemagne (f)  | Berlin            | 20 novembre 2016 |
| 2 min 00 s 16 RM | Kirill Prigoda               | 1995      | 22  | Russie      | Championnats du monde (f)     | Hangzhou          | 13 décembre 2018 |